# 민권 운동

1963년 8월 28일 워싱턴 가두시위 당시 에이브러햄 링컨 조각상 앞에 서 있는 흑인민권운동 지도자들.

민권운동(民權運動, Civil rights movements)은 1960년대에 그 절정을 찍은, 법 앞의 평등을 요구하는 일련의 세계적인 정치운동이다. 민권운동은 여러 나라에서 매우 길고 미약하게 명맥을 잇고 있으며, 많은 나라에서 민권운동은 목표를 완전히 이루지 못하거나 아예 실패하고 있다. 반면 일부 지역에서는 민권운동의 결과 과거 억압받던 집단의 사람들의 처우가 법적으로 개선되는 성과를 얻었다.
가장 성공적이었던 민권운동은 미국의 흑인민권운동이며, 소수자 권리, 여권운동, 성소수자 권리운동 역시 민권운동의 일부로서 민권운동은 21세기 현재까지 현재진행형이라고 할 수 있다.

## 같이 보기
- 민권과 참정권
- 68혁명